# Acroppia amazonica
Acroppia amazonica är en kvalsterart som först beskrevs av Balogh och Sandór Mahunka 1969.  Acroppia amazonica ingår i släktet Acroppia och familjen Oppiidae. Inga underarter finns listade i Catalogue of Life.